# Gazeta Polska
Gazeta polska — суспільно-політичне видання Північної Буковини кінця XIX — початку XX століття. Перший номер вийшов друком 30 липня 1883. Газета перевищила інші польськомовні видання краю того часу («Оса» («Osa») «Світанок» ("Przedswit), «Чернівецький погляд» ("Przeglad Czernowietsky) як і за тривалістю виходу, так і за якістю контенту та впливом на суспільно-політичне життя краю.

## Програмні цілі
Упродовж липня 1883 — грудня 1913 рр.. часопис видавався у Чернівцях у друкарні Рудальта Екгардта спочатку як тижневик, а згодом двічі та тричі на тиждень. У першому номері на першій же шпальті редакція розмістила звернення до читачів — своєрідну програму видання, у якій обґрунтували потребу польської газети на напрями її роботи:
«Необхідність польського органу на Буковині така помітна та загальновизнана, що було б зайвим зупинятися і деталізувати причини, що ми подаємо у цьому зверненні. Обмежимось кількома словами. Конституція, яка зараз чинна в монархії, дає нам, окрім прав, і певні обов'язки, яких не може уникнути той, хто хоче мати ім'я доброго громадянина держави. Діяльність громади, якщо вона має підтримку лише кількох людей, не матиме наслідків. Тільки колективна і об'єднана однією метою робота може бути ефективною, тільки за допомогою консенсусу можна досягти добробуту країни, окремих громадян та спільнот. Поляки, що живуть на Буковині, досі більше фігурували у статистиці, ніж у її громадському житті, на відміну від інших національностей. Це наша вина перед країною, яка дає нам хліб, на перед усіма іншими народами. Тимчасом як інші працюють на суспільне благо, ми теж хочемо робити те ж для заради нашої національної та особистої гідності, ми не можемо залишатися пасивними у суспільстві, яке думає і дбає про наш добробут. Давайте виконувати обов'язки, якщо хочемо користатися з прав! Це гасло, в ім'я якого ми починаємо видавництво цієї газети. Не приходимо для того, аби дратувати когось, чи вносити розбрат. Стоїмо на принципах автономії та поважаємо історичні права всіх. З цією метою подаємо долоню допомоги до загальної праці. Долоня наша щира й сердечна. Несемо працю, витривалість та підтримку для всіх. Орієнтуючись на наші видання в Галичині, ми будемо старатися, не вдаючись до великої політики, обговорювати наші позиції на Буковині з соціального, економічного та адміністративного погляду».

## Тематика видання
За допомогою Польського товариства братньої допомоги та Польської читальні м. Чернівці «Gazeta Polska» швидко перетворилась на видання, яке стало духовним поводирем для буковинських поляків. За тематикою газета намагалась охопити всі сфери суспільного життя: політичні події у Австро-Угорщині та за кордоном, події міста Чернівців, економічно-господарське, торговельне життя Буковини, діяльність органів управління містом. Великий обсяг і в буквальному, і в значеннєвому плані займали літературна рубрика та рекламні оголошення.
Часопис регулярно розміщував на своїх шпальтах короткі звіти про діяльність проводів товариств буковинської Полонії, репортажі про ініціативи різних аматорських театрів, національні мистецькі та музичні імпрези, знайомив з національно-культурним життям польської етнокультурної спільноти загал читачів інших коронних країв Австро-Угорщини та закордону Кореспонденти приділяли увагу роботі депутатів усіх рівнів, подавали репортажі з засідань Буковинського сейму [2, C.83]. Таким чином «Gazeta Polska» як громадський друкований орган не лише буковинських поляків, а й польських спільнот сусідніх теренів Румунського королівства, спричинилася до їхнього національного пробудження, пропагування рідної мови, подолання інформаційного вакууму щодо справ поляків у різних європейських державах. Андрій Горук вважає, що «Gazeta Polska» є важливим історичним джерелом для вивчення історії поляків на Буковині: «У її публікаціях містяться матеріали, котрі досить об'єктивно висвітлювали різноманітні аспекти участі польської спільноти регіону в економічному, суспільно-політичному, культурно-мистецькому житті Буковини почитаючи з 80-х рр.. XX ст.. і аж до вибуху Першої світової війни» [3, С.40] Інтерес істориків та журналістикознавців викликають публікації про розвиток освіти на Буковині, національний склад населення та міжнаціональні стосунки, хроніки політичних подій, нариси з історії Польщі, імена польських авторів, що друкувалися на сторінках газети.

## Автори
Поетичні твори у газеті друкували Марія Бартус, Станіслав Стажинський.
Критичні твори — Казимир Малевський (огляд життя та творчості свого сучасника, польського письменника Владислава Лозинського — у номері від 29 січня 1905 року). Владислав Оркан друкував тут свої новели, серед яких — «Лисиця», «На заробітки», «Короткий сон». Єрджи Орвіч — оповідання «Мій приятель», «Мармур і слава», Болеслав Ехович — новели «Зуб за зуб» та «горстку вражень із садиби господаря» — новелу «Сучава».
Серед публіцистів газети — Владислав Лаворський, Лан Мазур, Антоній Ланушевський, Ернест Бандаровський, Болеслав Косовський, Октавіус Мірпеан, Станіслав Банданович та інші.

## Оформлення та верстка
Вихідні дані містилися на першій сторінці. Перші чотири номери вийшли у форматі — А2 і на чотирьох сторінках, далі і до 1913 року — у форматі А3. Як додаток до газети час від часу друкувалися фінансові звіти. Спершу шрифти публікацій відрізнялися за кеглем та накресленням, що створювало певний дисонанс при читанні, проте виконувало маркувальну функцію для важливих матеріалів. Згодом шрифти уніфікували, а шрифтовими засобами виділення слугували курсив та розрядка. Колонки були однакової ширини (10 см), розділені лініями по вертикалі. Після заголовку ставили крапку. Рекламу зазвичай розміщували на останній сторінці, однак, і на інших шпальтах її час від часу можна знайти. Мова реклами, на відміну від журналістських матеріалів, не обов'язково була польською. Використовувалися румунська та німецька, залежно від мови рекламодавця, а також ілюстрації. Матеріали часто не мали підпису, або ж зазначалися лише ініціали автора. Бюро редакції було відкритим для читачів з 9 до 12 ранку та з 3 до 5 дня.